# Komiksowo
Komiksowo – komiks, dodatek do Gazety Wyborczej kierowany do dzieci, drukowany od 2000 do 2004 roku. Pierwszy numer ukazał się 25 lutego 2000 roku. Ukazywał się co piątek, a od 13 marca 2004 roku co sobotę. W ostatnim numerze (227) z 20 czerwca 2004 redaktorzy żegnają się słowami: „Komiksowo żegna się ze swoimi czytelnikami."
Stałymi elementami dodatku były pierwsza strona, na której był zamieszczony krótki komiks o nazwie „Kaczy fart!” z Kaczorem Donaldem w roli głównej oraz „Zgaduj z Mikim” z Myszką Miki
Były w nim drukowane komiksy z Kaczorem Donaldem i Myszką Miki, komiksy z serii Tymek i Mistrz, Pluto, Aladyn, Pocahontas, Mulan, Robin Hood, Przygody twistującego słonia Twisti, 101 dalmatyńczyków i 102 dalmatyńczyki, Diodak i wyrzutnia, Król lew, Dzwonnik z Notre Dame, Kim Kolwiek, Piękna i Bestia, Rudek i Reks, Kubusiowe opowieści, Dinozaur, Spy Kids, Arielka, Lilo i Stich, Gdzie jest Nemo?, Piraci z Karaibów, Dawno temu w trawie, Toy Story 2, Mój brat niedźwiedź i in. Były zamieszczane komiksy w języku angielskim z Timonem i Pumbą wraz z tłumaczeniem. Znajdowały się tam też zagadki „Zgaduj z Mikim”, wykreślanki, logogryfy i krzyżówki, konkursy z nagrodami. Z kolei znany dziennikarz-przyrodnik Adam Wajrak regularnie publikował informacje o zwierzętach żyjących w Polsce w cyklu „Zwierzaki Wajraka”.